# Embalse de La Cohilla
El embalse de La Cohilla está localizado en el municipio de Polaciones, en el paraje de Peña Bejo  o Caos de Bejo y represa las aguas del río Nansa. La presa es de tipo bóveda, se construyó en 1950 y tiene una superficie de 450 hectáreas.

## Características
El embalse, construido en 1950, se localiza al suroeste de Cantabria y presenta una extensión de 450 ha, desde él se regulan las aguas del río. Su construcción aprovecha la Hoz de Bejo, cluse excavada por el río Nansa en las estribaciones de Peña Sagra. Presenta un volumen de 12 hm³. Esta presa diseñada por Santiago Corral Pérez fue la pionera de las presas bóveda modernas en España.